# Jean-Philippe Maitre

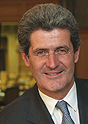
Jean-Philippe Maitre

Jean-Philippe Maitre, född 18 juni 1949 i Genève i Schweiz, död 1 februari 2006 i Genève, schweizisk politiker och president i kantonen Genèves statsråd från 1991 till 1992 och 1996 till 1997.